# Mahalon
Mahalon je vesnice ve Francii v kantonu Pont-Croix v Bretaňském departementu Finistère. Nachází se na poloostrově Cap Sizun. Severní hranici katastru ohraničuje řeka Goyen.
První písemná zmínka o Mahalonu pochází z roku 1160. Zdejší kostel je zasvěcený bretoňskému světci sv. Magloiremu. Založený byl rovněž ve 12. století. Jeho dnešní podoba je gotická. Na kostele se nacházejí sluneční hodiny datované rokem 1652, v interiéru jsou umístěny náhrobky ze 16. století. Ve vsi jsou ještě kaple zasvěcené svatému Petrovi z roku 1552 a svatému Fiacriovi.

## Galerie

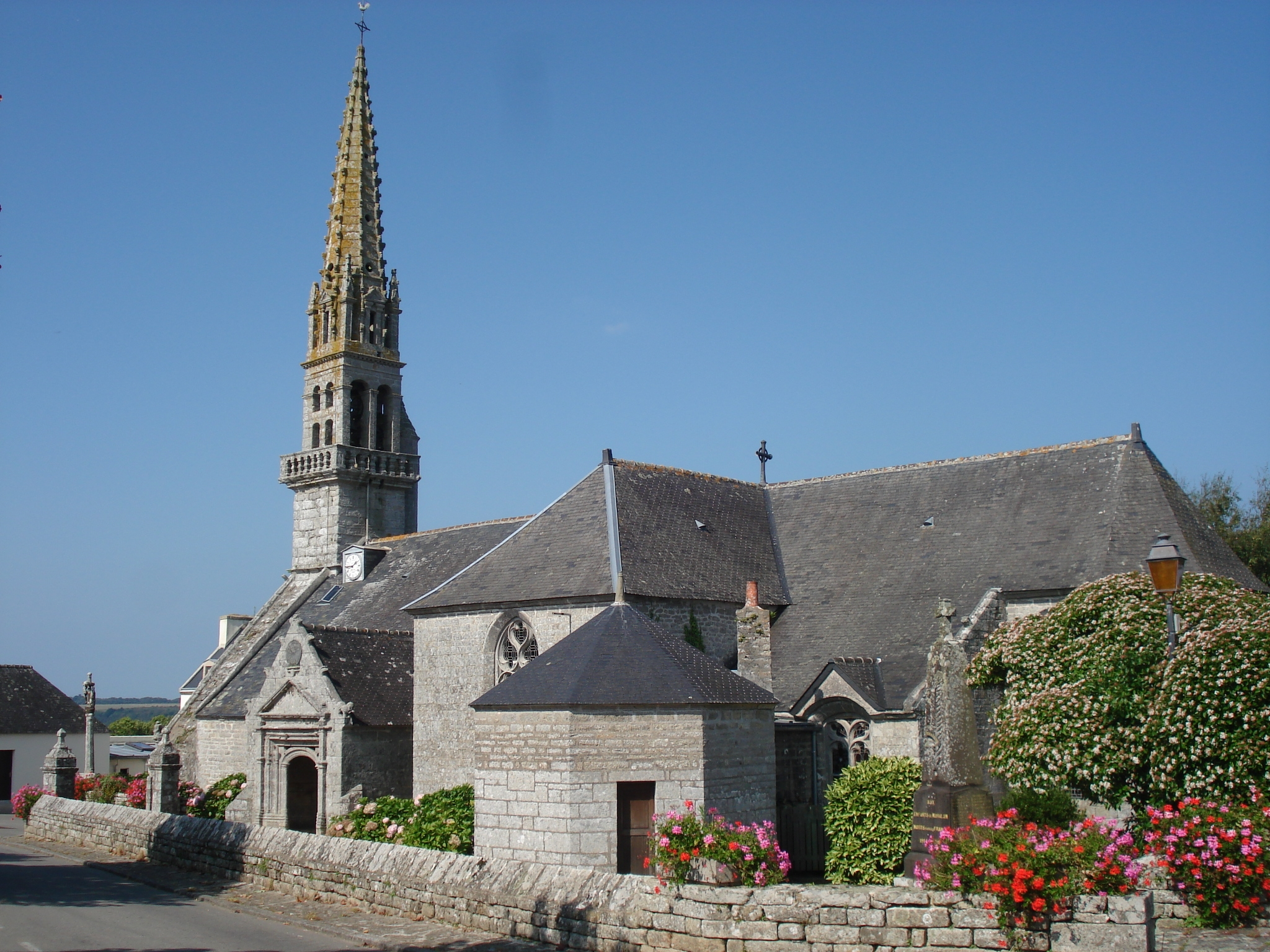
Kostel sv. Magloira
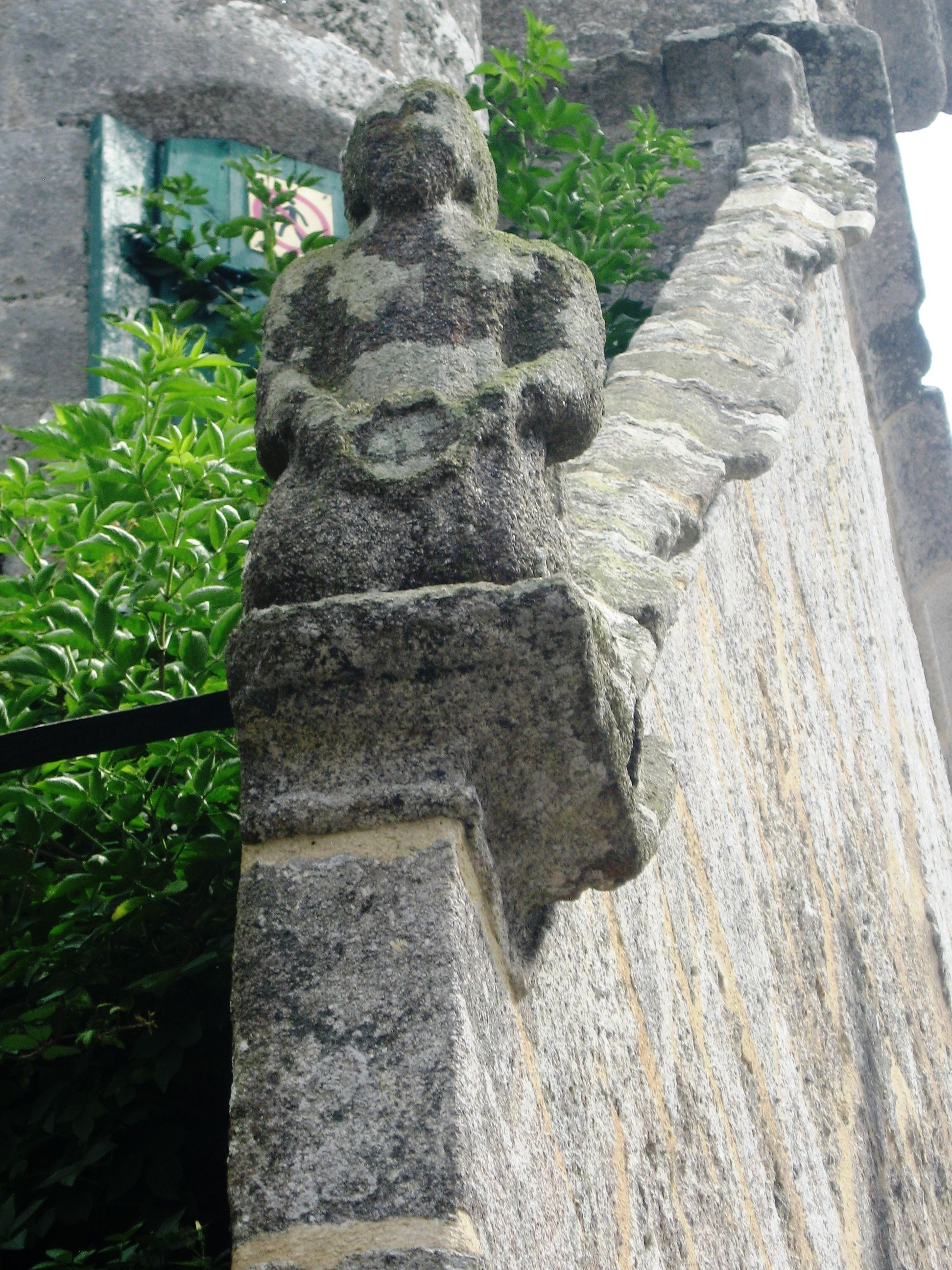
Plastika na fasádě kostela
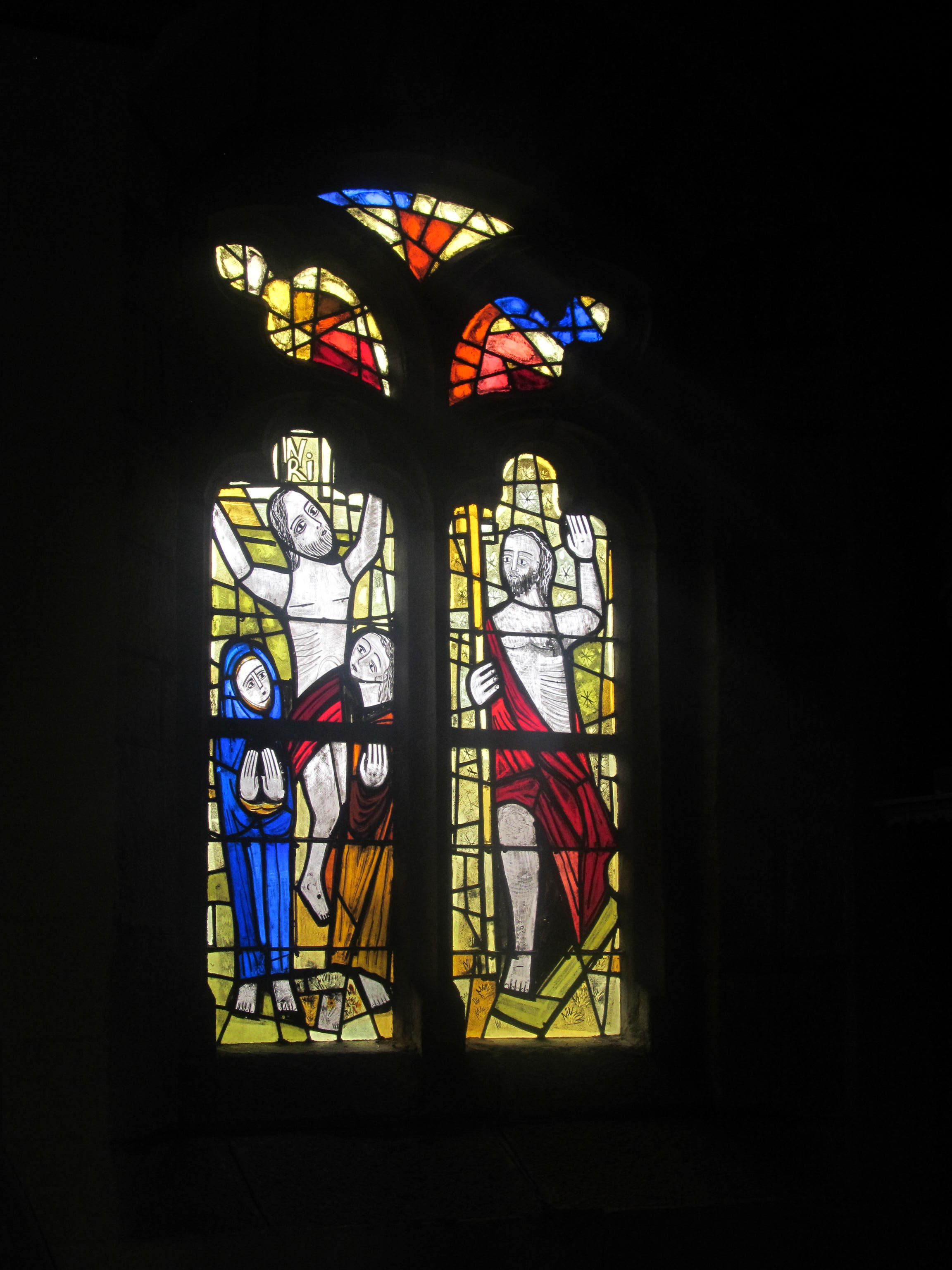
Vitráž v presbytáři kostela
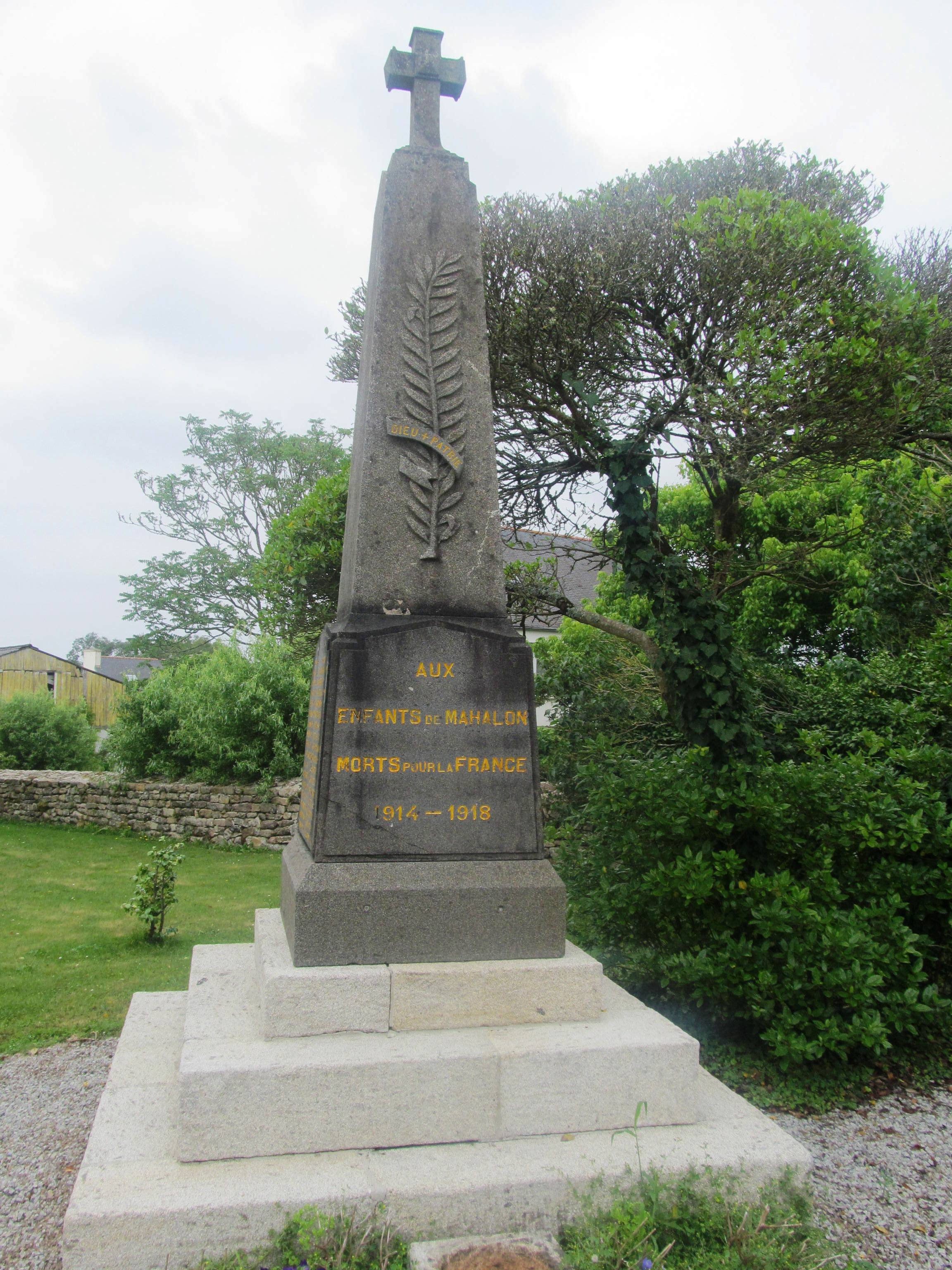
Památník padlých v I. světové válce
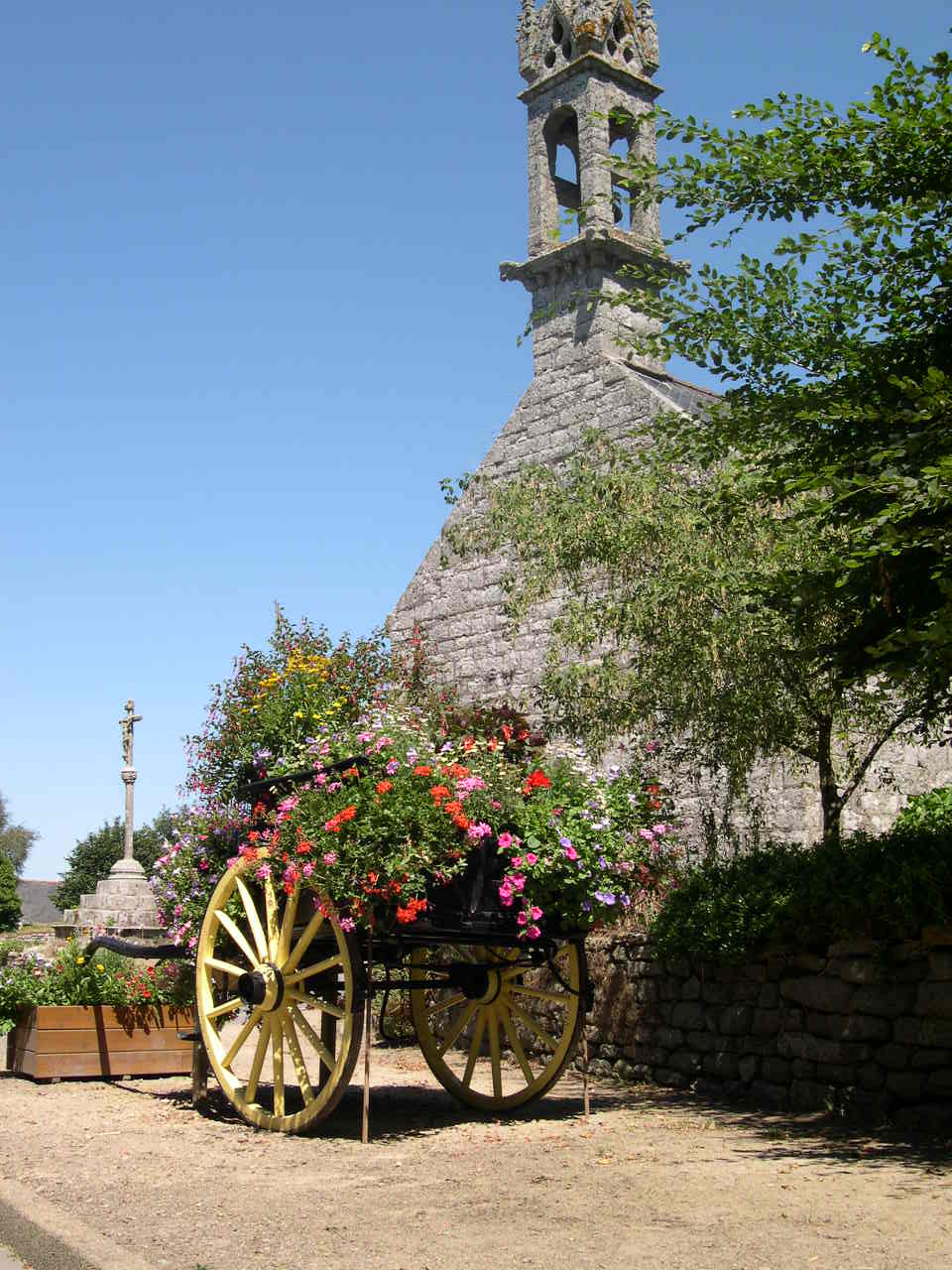
Kaple sv. Petra
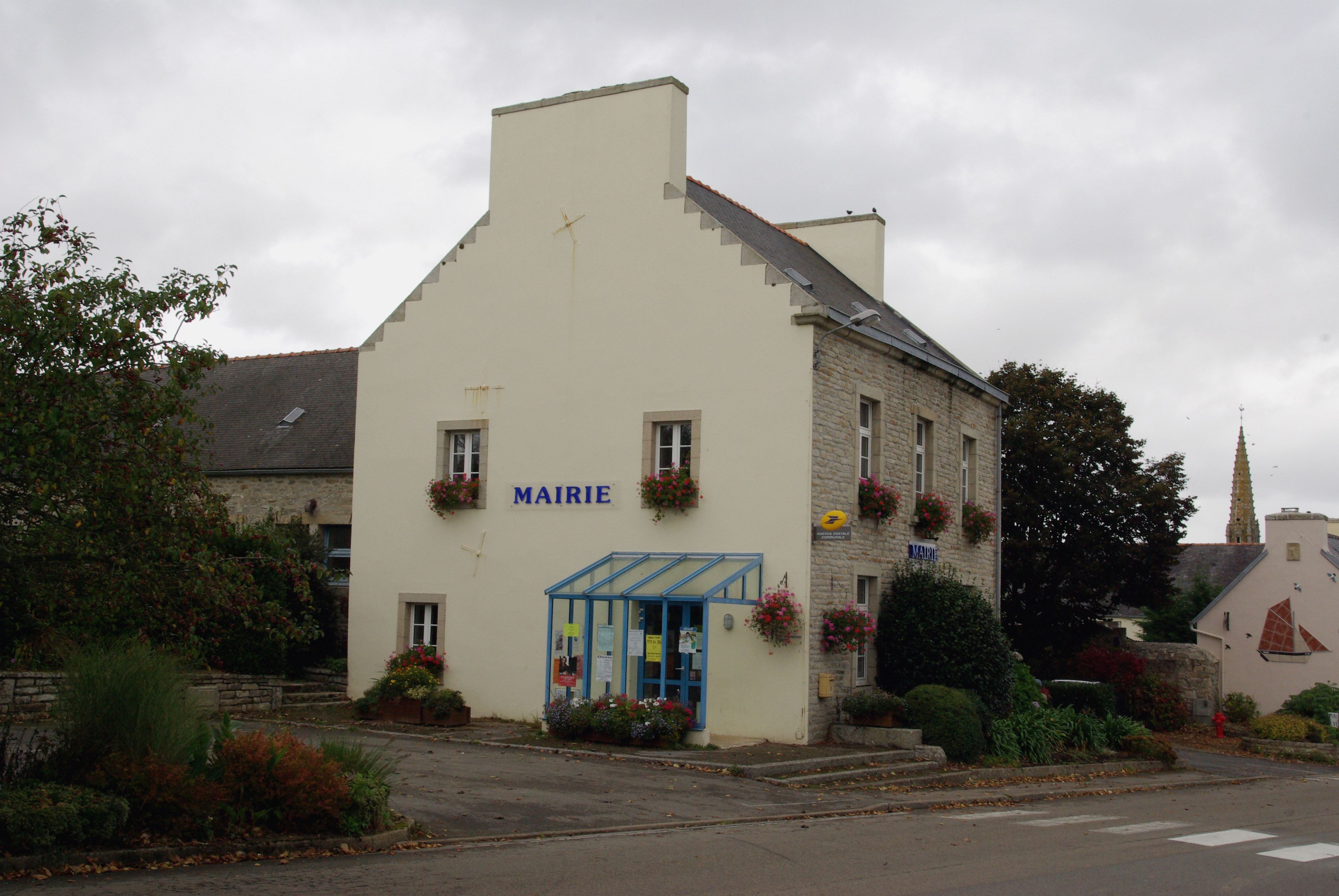
Radnice